# Volkswagen-Currywurst

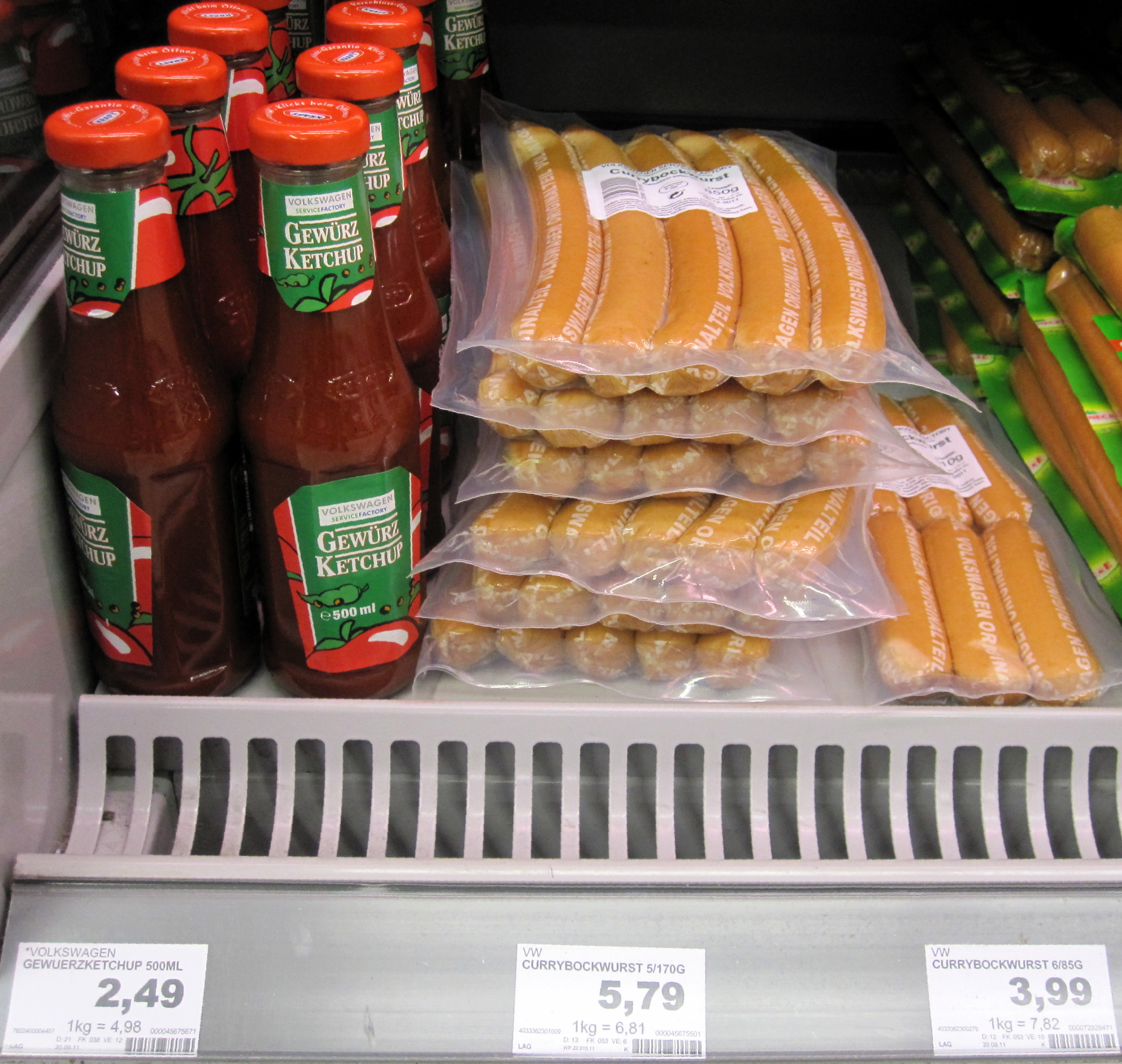
Сосиски и кетчуп Volkswagen

Volkswagen-Currywurst — бренд сосисок карривурст, производимых немецким автоконцерном Volkswagen AG с 1973 года. Является самым массовым продуктом корпорации: в 2019 году было произведено более 7 млн закусок, и по итогам некоторых лет сосиски обходят автомобили по числу новых экземпляров. Место производства — завод Volkswagen в Вольфсбурге, одно из крупнейших автопредприятий мира.
Карривурст представлен в столовых шести немецких заводов компании, сторонних супермаркетах и на футбольных стадионах. Иногда он подаётся посетителям предприятий Volkswagen. Закуска представлена в 11 странах, куда не входят Соединённые Штаты Америки из-за требований законодательства в отношении мясной продукции. Линейка официально имеет номер 199 398 500 A в реестре деталей Volkswagen. Вместе с сосисками компания производит кетчуп, чей идентификатор — 199 398 500 B, суп и восемь видов колбасы. В рамках ограниченной серии Volkswagen выпускала пиццу и бургеры. Столовые приборы, подаваемые к блюдам, тоже зарегистрированы. Например, номер тарелки — 33D 069 602.

## Критика
В 2021 году было остановлено производство классического карривурста в угоду веганскому варианту. Это решение было негативно воспринято обществом, в том числе бывшим канцлером ФРГ Герхардом Шрёдером, и спутся время руководство Volkswagen отменило его. Тем не менее представители корпорации заявили, что не планируют отказываться от других про-веганских нововведений в меню.